# Porrorhachis galbina
Porrorhachis galbina là một loài thực vật có hoa trong họ Lan. Loài này được (J.J.Sm.) Garay miêu tả khoa học đầu tiên năm 1972.